# 大阪歯科大学歯科衛生士専門学校
大阪歯科大学歯科衛生士専門学校（おおさかしかだいがくしかえいせいしせんもんがっこう）は、大阪府枚方市にあった専修学校。学校法人大阪歯科大学が運営する。1学年の人数は約50人。

## 沿革
- 1968年（昭和43年）4月 - 設立
- 2017年（平成29年）4月 - 医療保健学部口腔保健学科を開設
- 2019年（平成31年）3月 - 大阪歯科大学歯科衛生士専門学校廃止

## 著名な出身者
- 筒井睦 - 九州看護福祉大学教授（口腔保健学科長）

## 所在地
- 〒573-1144 大阪府枚方市牧野本町一丁目4番4号

最寄り駅は、京阪本線牧野駅